# Технопарк (станция метро, Ташкент)
Технопарк (узб. Texnopark) — станция Ташкентского метрополитена.
Открыта для пассажиров 30 августа 2020 года в составе первого участка линии Тридцатилетия независимости Узбекистана: «Технопарк» — «Куйлюк».
Конечная, расположена за станцией — «Яшнобод».

## История
Строительство станции началось 1 октября 2017 года.
Располагается в Яшнабадском районе, на пересечении улиц Эльбека и Алимкентской.
Работы по строительству станции были завершены 3 февраля 2020 года.
Станция запущена в эксплуатацию 30 августа 2020 года. Некоторое время после открытия станция носила временное название «Дустлик-2» или «1-бекат» (узб. 7-bekat). 9 августа 2023 года, после опросов жителей города, станция официально получило название «Технопарк»

## Характеристика
Станция: наземная, крытая, вторая станция Ташкентского метрополитена с береговым расположением платформ (первая и единственная с 2001 года по 2020 год — станция «Шахристан»), оборудована двумя лифтами для маломобильных пассажиров, имеет подземный переход на станцию «Дустлик» Узбекистанской линии.

## Галерея

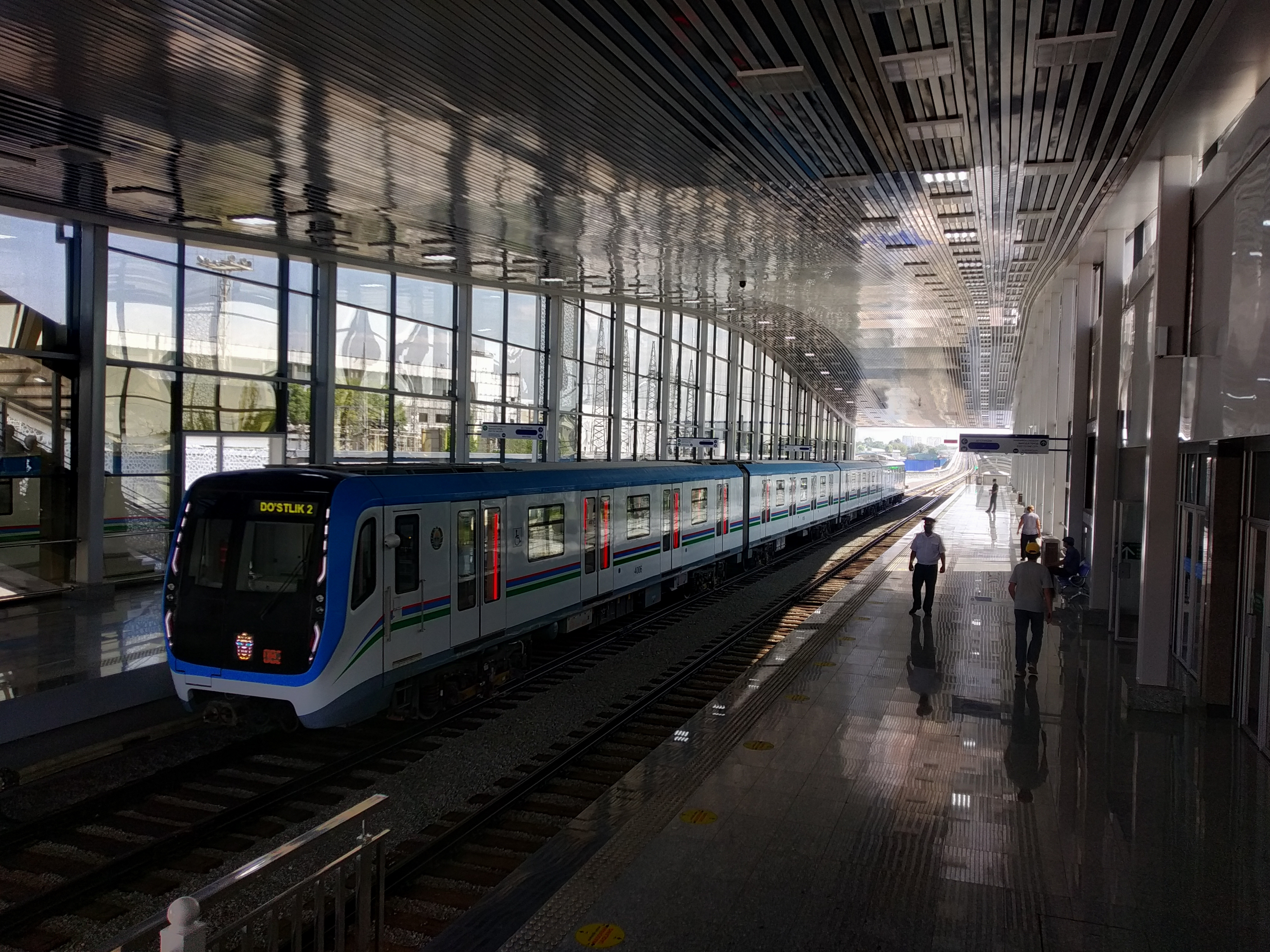